# CostaBlanca Ladies Open
Het CostaBlanca Ladies Open was een eenmalig golftoernooi in Spanje, dat deel uitmaakte van de Ladies European Tour Access Series. Het werd opgericht in 2013 en vond plaats op de Font del Llop Golf Resort in Alicante.
Het toernooi werd gespeeld in een strokeplay-formule van drie ronden (54-holes) en na de tweede ronde werd de cut toegepast.

## Winnares
| Jaar | Winnares    | Score | Score | Info  |
| ---- | ----------- | ----- | ----- | ----- |
| 2013 | Mireia Prat | 226   | +10   | [ 1 ] |